# Cestrum pariense
Cestrum pariense är en potatisväxtart som beskrevs av Julian Alfred Steyermark. Cestrum pariense ingår i släktet Cestrum och familjen potatisväxter. Inga underarter finns listade i Catalogue of Life.